# 庞巴迪 Innovia APM 100 电动列车

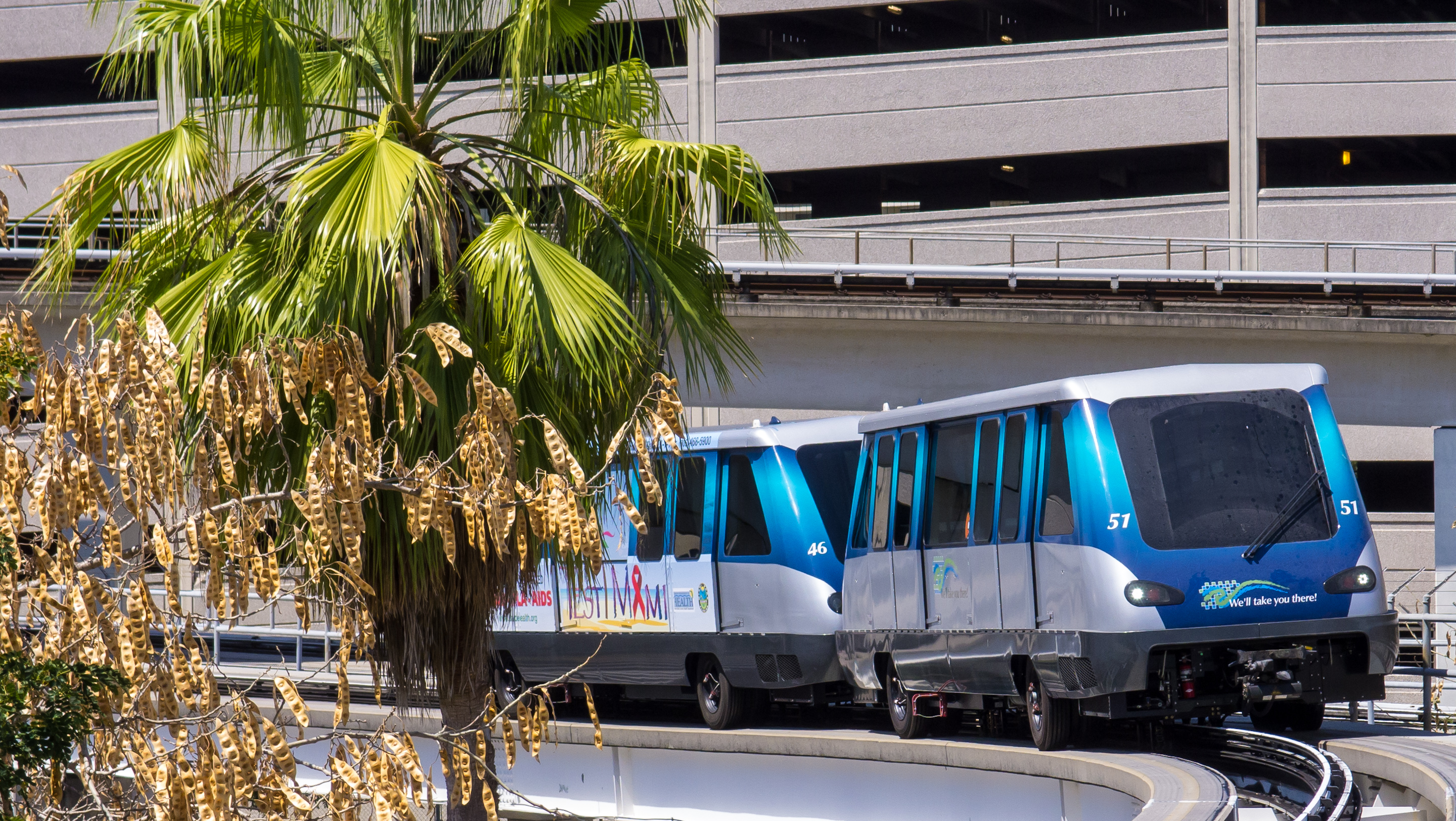
都会旅客捷运系统列车。

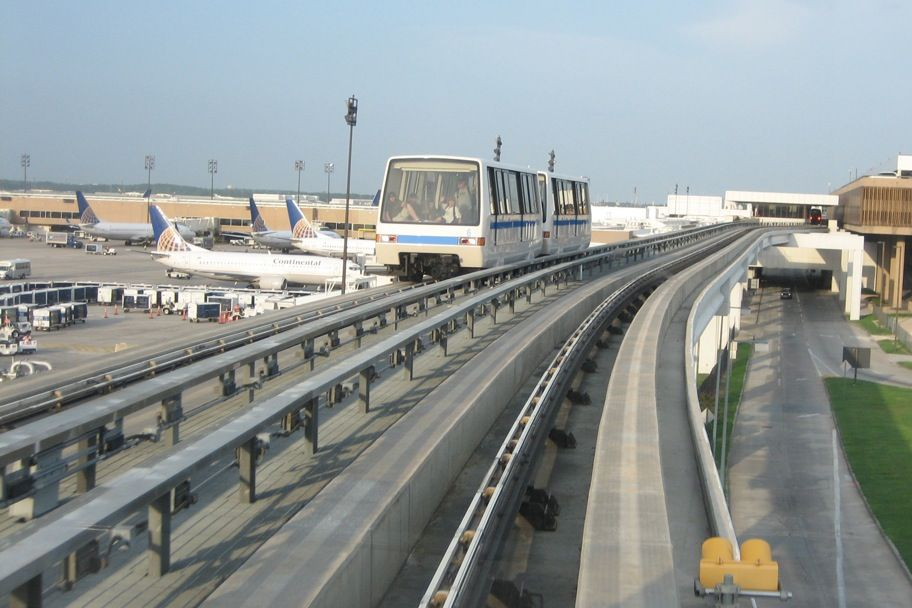
乔治纳 ·布什洲际机场的 TerminaLink火车。

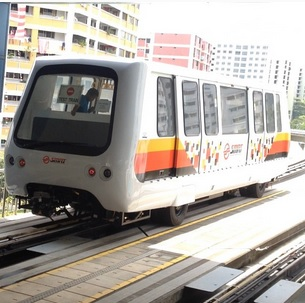
武吉班让轻轨上的庞巴迪Innovia APM 100列车。

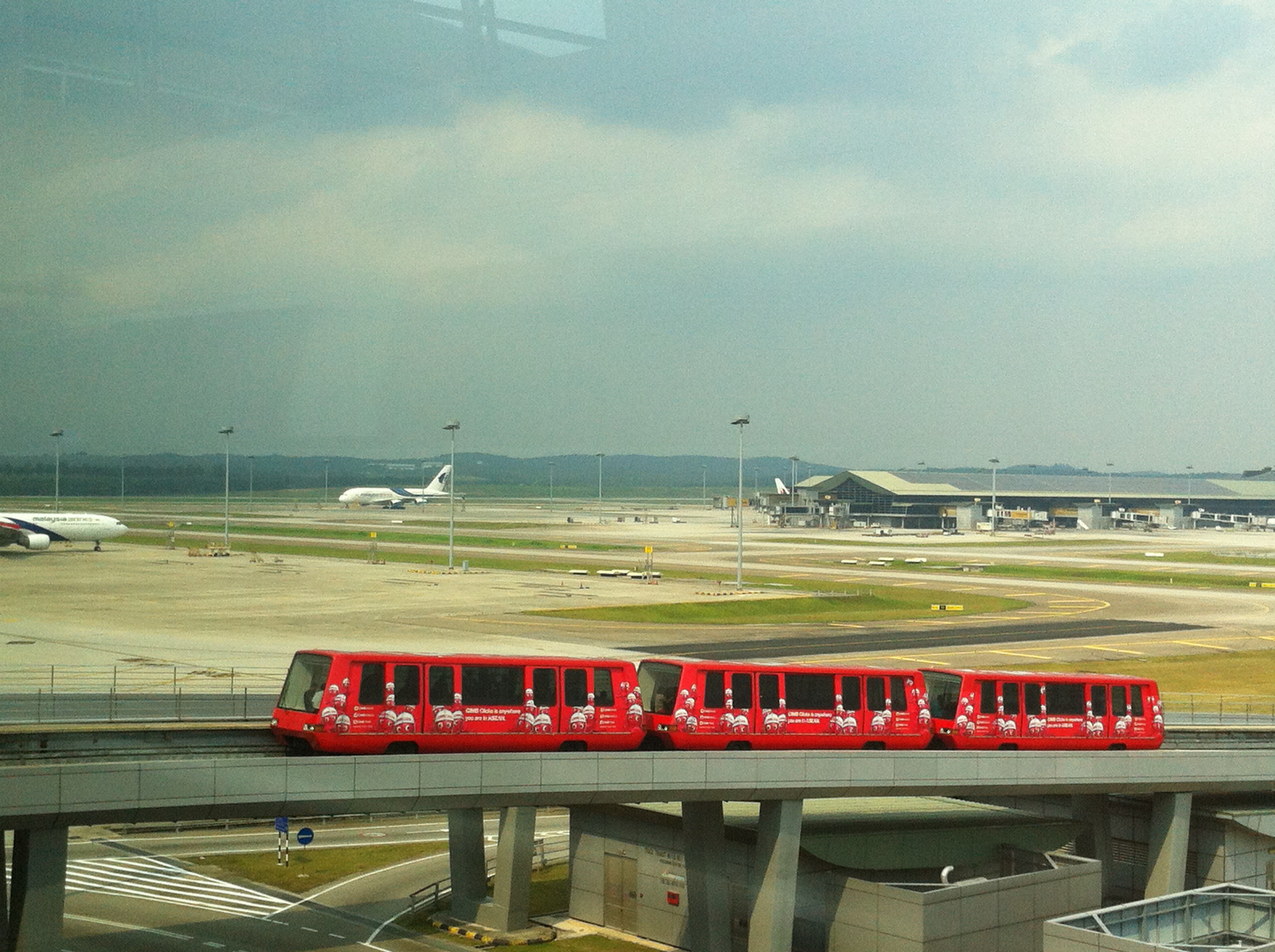
Innovia APM 100在吉隆坡国际机场的 AeroTrain上运行。

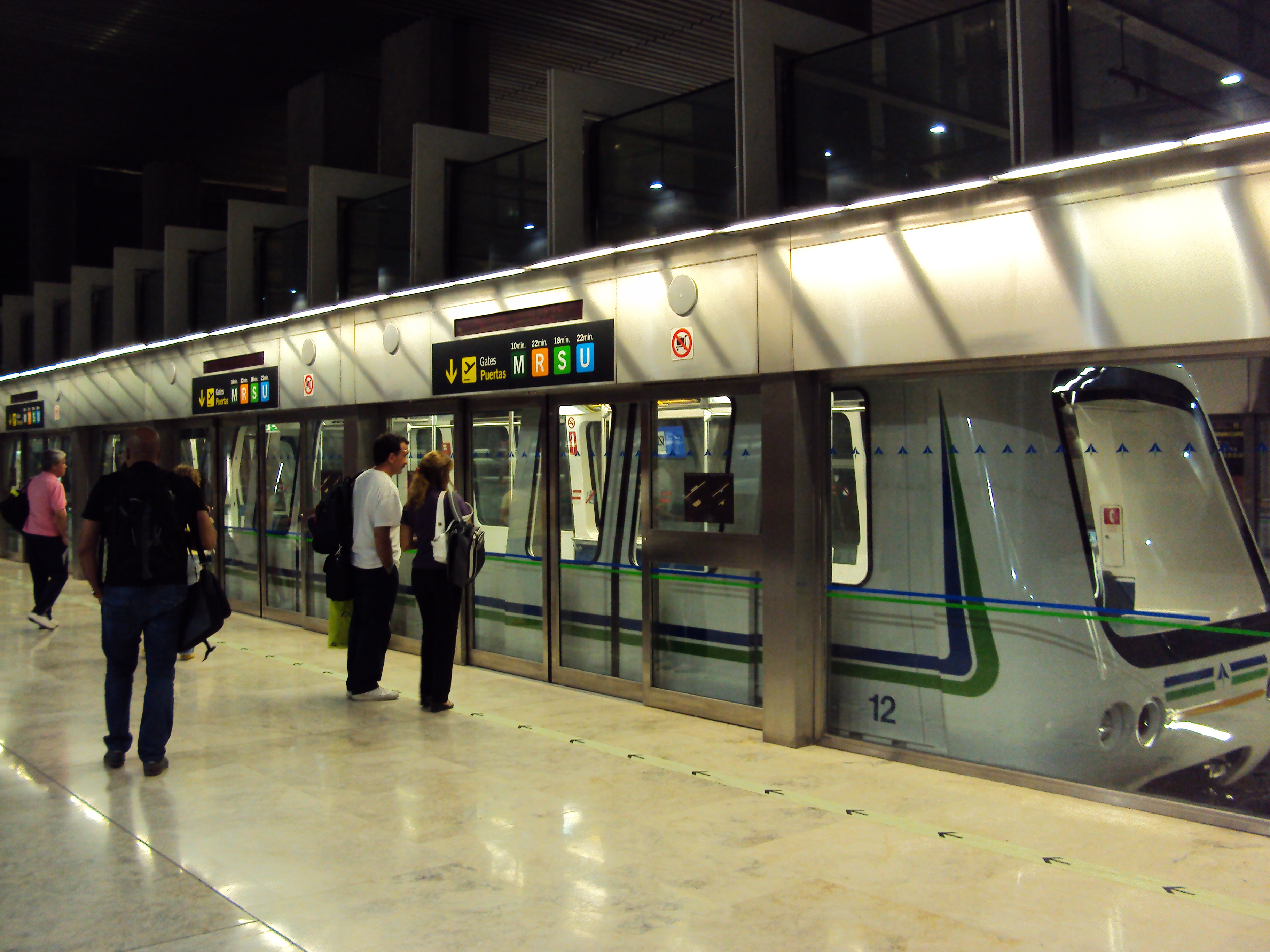
阿道夫·苏亚雷斯·马德里·巴拉哈斯机场的旅客捷运列车。

Innovia APM 100 （以前称为CX-100 ）是由Adtranz （后来庞巴迪运输 ）开发的旅客捷运系统 （APM）机车车辆，主要用于机场连接和城镇的轻轨 。 它们由列车自动控制系统 （ATC）操作，能实现无人驾驶。 
Innovia APM 100是Adtranz先前型号CX-100的改进 。 庞巴迪计划向Innovia APM 100的继任者是Innovia APM 200 （最初简称为Innovia），它在达拉斯沃斯堡国际机场的Skylink APM上首次亮相。 但是，庞巴迪仍将继续提供Innovia APM 100，并将在多个机场继续使用多年。 除了在多个机场使用之外，Innovia APM 100还用于遍及美国佛罗里达州迈阿密市区的都會旅客捷運系統 。

## 机场接驳
它是大型机场内终端连接的常用机车车辆，在许多机场中运行： 
当前：
- AeroTrain ， 吉隆坡国际机场 ， 马来西亚
- AirTrain ， 旧金山国际机场 ， 美国
- 美国 丹佛国际机场 自动导轨运输系统
- 中华人民共和国 北京首都国际机场
- 马德里巴拉哈斯国际机场 ， 西班牙
- 麦卡伦国际机场People Movers ， 麦卡伦国际机场 （内华达州拉斯维加斯）， 美国
- 美国 奥兰多国际机场 （仅限70-129号门。 ）
- 匹兹堡国际机场 ， 美国 匹兹堡国际机场
- 卫星交通系统 ， 西雅图-塔科马国际机场 ， 美国
- 空中桥 ， 达芬奇机场 ， 意大利
- Skyline， 法兰克福机场 ， 德国
- SMF自动人行道 ， 萨克拉曼多国际机场 ， 美国
- 坦帕国际机场空侧， 美国
- TerminaLink ， 乔治·布什洲际机场 ，（休斯顿，德克萨斯州）， 美国
- 飞机火车 ， 哈茨菲尔德-杰克逊亚特兰大国际机场 ， 美国
- 跟踪接送系统 ， 伦敦盖特威克机场 ， 英国 [1]
- 轨道交通系统 ， 伦敦斯坦斯特德机场 ， 英国

## 城市线

### 迈阿密都会旅客捷运系统
庞巴迪Innovia APM 100在美国佛罗里达州迈阿密的Metromover上使用。 这些火车于2008年推出，取代了该系统的旧版Adtranz C-100 。 Metromover是世界上为数不多的使用Innovia APM 100进行非机场运营的铁路系统之一。 

### 武吉班让轻轨

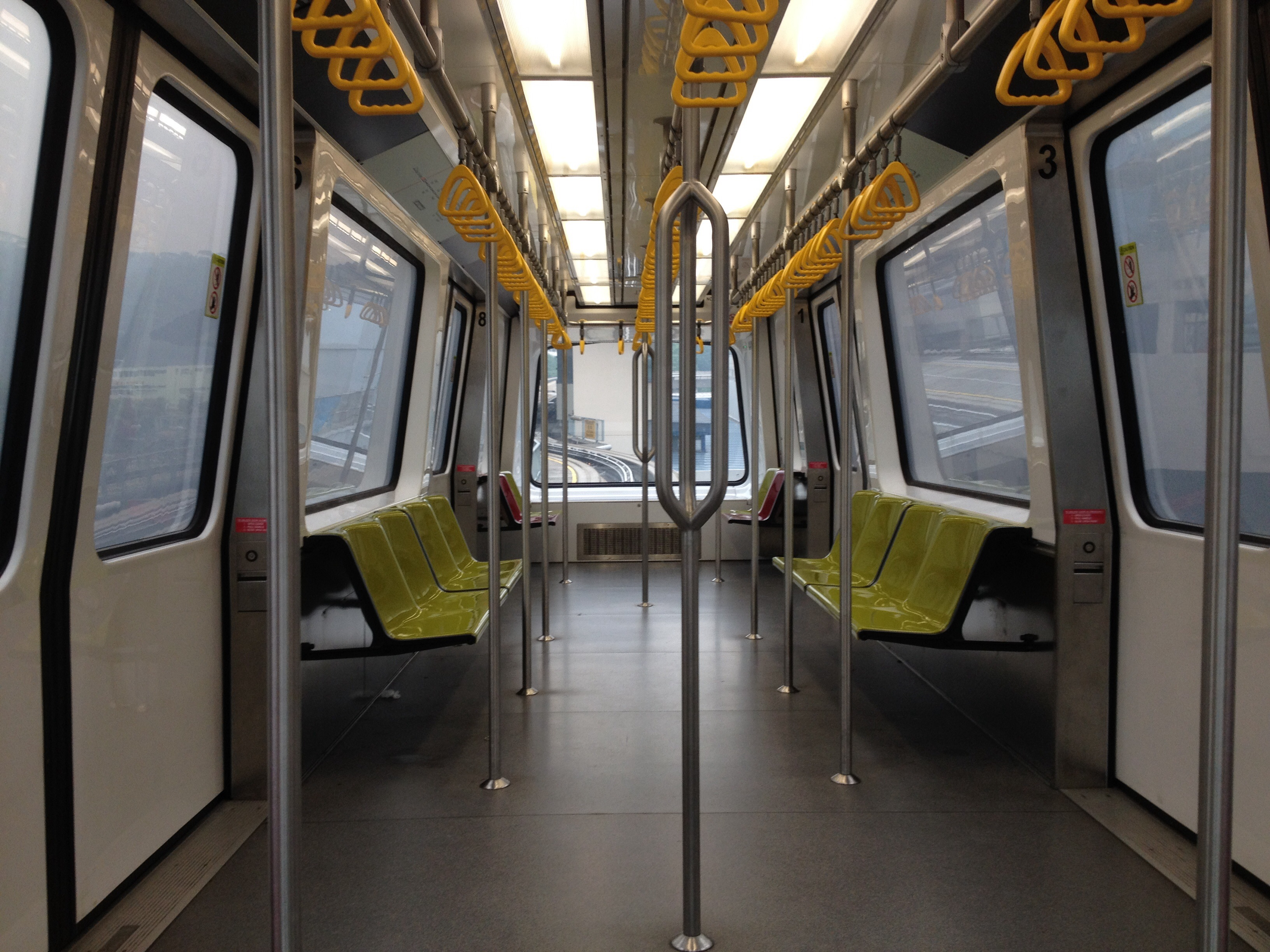
武吉班让轻轨上的新Innovia APM 100汽车的内部。

Innovia APM 100（C801）于1999年在武吉班让轻轨线上开始运营。 这些汽车类似于1990年代初期由新加坡樟宜机场的Skytrain系统使用的CX-100，该飞机是由Westinghouse（西屋电气）和Adtranz （庞巴迪公司收购）共同制造的。 也可以在此处找到更新的MRT列车车厢中可用的大多数新功能。 

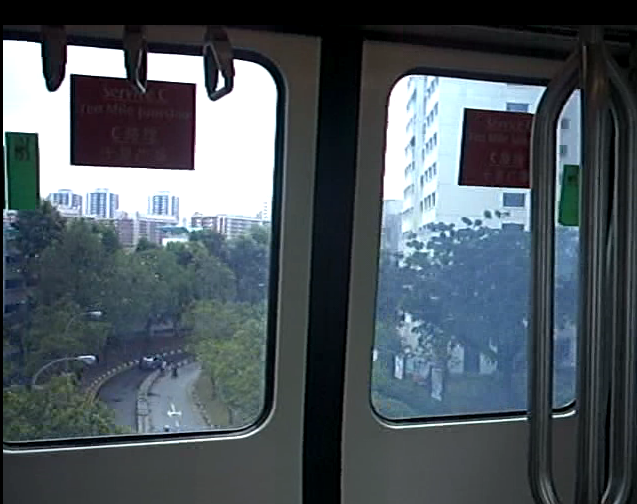
武吉班让轻轨（Bukit Panjang LRT）的窗户没有被“误入”。

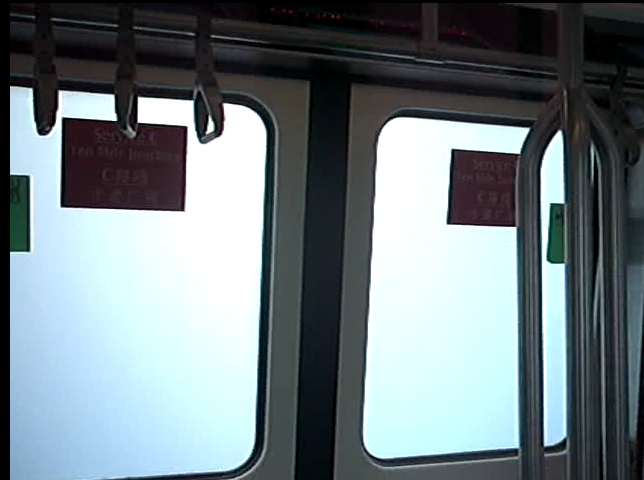
大雾山（Bukit Panjang LRT）的窗户被“ 雾蒙蒙的 ”，以防止旅客在火车经过时凝视公寓。

代替金属轨道上的金属轮，使用混凝土轨道上的橡胶轮胎轮使其非常安静。 另外，窗户雾在6（20英尺）   （主要是）组屋公寓楼，确保居民的隐私。购买了19辆单独的列车（必要时可在高峰时段成对连接）。 
该生产线在最初的几年中遇到了许多技术问题，随后在新加坡的LRT生产线改为使用Crystal Mover 。 SMRT还宣布，他们将以公司支付的全部费用升级LRT系统。 
自2014年末以来，已经逐步引入了13辆武吉班让轻轨（C801A）列车，以缓解100％的高峰时段交通拥堵。 截至2015年9月4日，所有C801A火车均已开始提供收益服务。

### 广州地铁APM线
珠江新城旅客自動輸送系統，或正式称为广州地铁APM线，由14辆Innovia APM 100机车车辆组成。 它服务于广州新的中央商务区广州的珠江新城地区。 该系统于2010年11月开始运行，并且完全在地下。 就每公里的建设成本而言，它是世界上最昂贵的APM系统，但它是广州地铁网络中最短，使用最少的线路。

## 技术指标
- 制造商  ： Adtranz ，现为庞巴迪运输公司
- 系统运作  ：自动（无人驾驶）
- 量规  ：带橡胶轮胎的中央导轨
- 最大速度  ： 55每小時（34英里每小時）
- 容量  ：105（22座位，83座位）
- 空载重量  ： 15,000（33,000英磅）
- 尺寸  ： 12.8（42英尺）  长度， 2.8（9.2英尺）  宽， 3.4（11英尺）  高度。